# Sistema de administración de cintas de almacenamiento de datos
Un sistema de administración de cintas es un software de computadora que administra el uso y la retención de las cintas de respaldo. Esto puede realizarse como una función independiente o como parte de un paquete de software de respaldo más amplio.

## El papel de un sistema de gestión de cintas
Un sistema de administración de cintas (TMS) se usa generalmente junto con aplicaciones de respaldo y generalmente se usa para administrar medios de cinta magnética que contienen información de respaldo y otra información almacenada electrónicamente. Las organizaciones utilizan los sistemas de administración de cintas para ubicar, rastrear y rotar los medios de acuerdo con las políticas internas de la organización y las regulaciones gubernamentales.

## Categorías de sistemas de gestión de cintas
- Sistemas de administración de cintas independiente, predominantes en las plataformas de mainframe donde la cinta se utiliza como medio de almacenamiento de carga base y de respaldo.
- Biblioteca de respaldos robotizada, el cual consiste en un conjunto de hardware capaz de administrar una gran cantidad de cintas en una biblioteca indexada mediante códigos de barra y organizada a través de brazos robóticos, junto con uno o varios dispositivos de administración de cintas accesibles tanto para el usuario como para el sistema robotizado.[cita requerida]
- Aplicaciones de respaldo, programas especializados en realización de respaldos en archivos locales o remotos.

Los sistemas de mainframe como el z/OS brindan cierto soporte básico para el control de inventario de cintas a través del Catálogo de SO, pero como los archivos de catalogación es opcional, generalmente se requiere que un paquete de software adicional haga lo siguiente:
- Asegúrese de que no se sobrescriban los volúmenes de cinta en vivo.
- Mantenga una lista de los volúmenes de cinta que se pueden sobrescribir (lo que se conoce como cintas reutilizables).
- Mantenga un catálogo en línea de la ubicación de los archivos escritos en cinta y una lista de los archivos que residen en cada volumen de cinta.

Estas operaciones generalmente se logran mediante el uso de complementos del sistema operativo para interceptar las operaciones de apertura y cierre de archivos.